# زیردریایی یو-۸۸۳
زیردریایی یو-۸۸۳ (به انگلیسی: German submarine U-883) یک زیردریایی بود که طول آن ۸۷٫۵۸ متر (۲۸۷ فوت ۴ اینچ) بود. این زیردریایی در سال ۱۹۴۵ ساخته شد.